# Nizozemská kuchyně
Nizozemská kuchyně je inspirovaná především tradičním zemědělstvím a chovem dobytka v Nizozemsku. Ačkoliv se kuchyně může oblast od oblasti lišit specifickými produkty, existuje několik typických nizozemských jídel a přísad. Nizozemské pokrmy jsou často těžké a syté, aby Nizozemci měli dost energie na náročnou práci, kterou v minulosti vykonávali.

## Vliv ostatních kuchyní
Nizozemská kuchyně je otevřená vlivům zvenčí. A to přesto, že se v jednom známém nizozemském přísloví říká, že „co sedlák nezná, to nejí“ (wat de boer niet kent, vreet hij niet). Velký vliv na nizozemskou kuchyni tak mají francouzská, italská, řecká, německá nebo španělská kuchyně. Velmi oblíbená je italská pizza a těstoviny. Z východních zemí jsou převzaté pokrmy jako šauarma (Střední východ), gyros (Řecko) nebo kebab (Turecko), které jsou bez mrknutí oka kombinované například s italskými jídly. Pak vznikají pokrmy jako například pizza šauarma.
Z jižních zemí jsou používané přísady jako lilek, cuketa a artyčoky, ale i celé recepty jako paella, tortilly a tapas (Španělsko), musaka, souvlaki a tzatziki (Řecko) nebo kuskus (Maroko).
Vzhledem ke koloniální minulosti je spousta receptů převzatých z indonéské a surinamské kuchyně. Jsou ale upraveny tak, aby chutnaly Holanďanům. Velké popularitě se těší i čínská kuchyně, která je často kombinována s indonéskou kuchyní.

## Denní pokrmy

### Snídaně

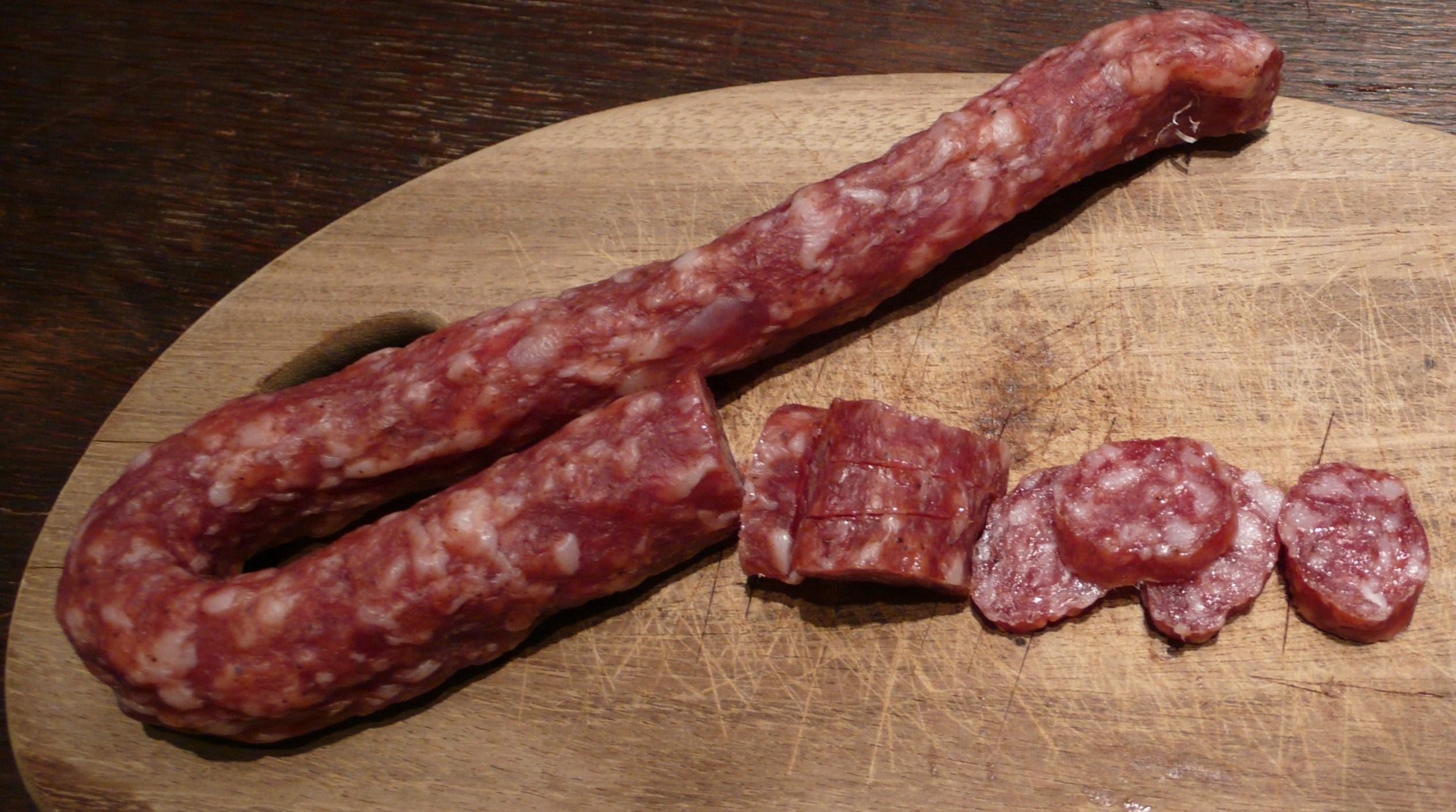
Metworst z města Groningen.

Holanďané nejčastěji snídají chleba namazaný máslem a obložený různými sýry nebo salámy. O víkendu si ke snídani připravují vejce na všechny způsoby. V současnosti ke snídani preferují také müsli, kukuřičné lupínky s jogurtem nebo mlékem, pšeničnou kaši s medem a teplým mlékem, burákové máslo, hagelslag nebo čokoládové drobení, které připomíná zdobení na dort.

### Oběd

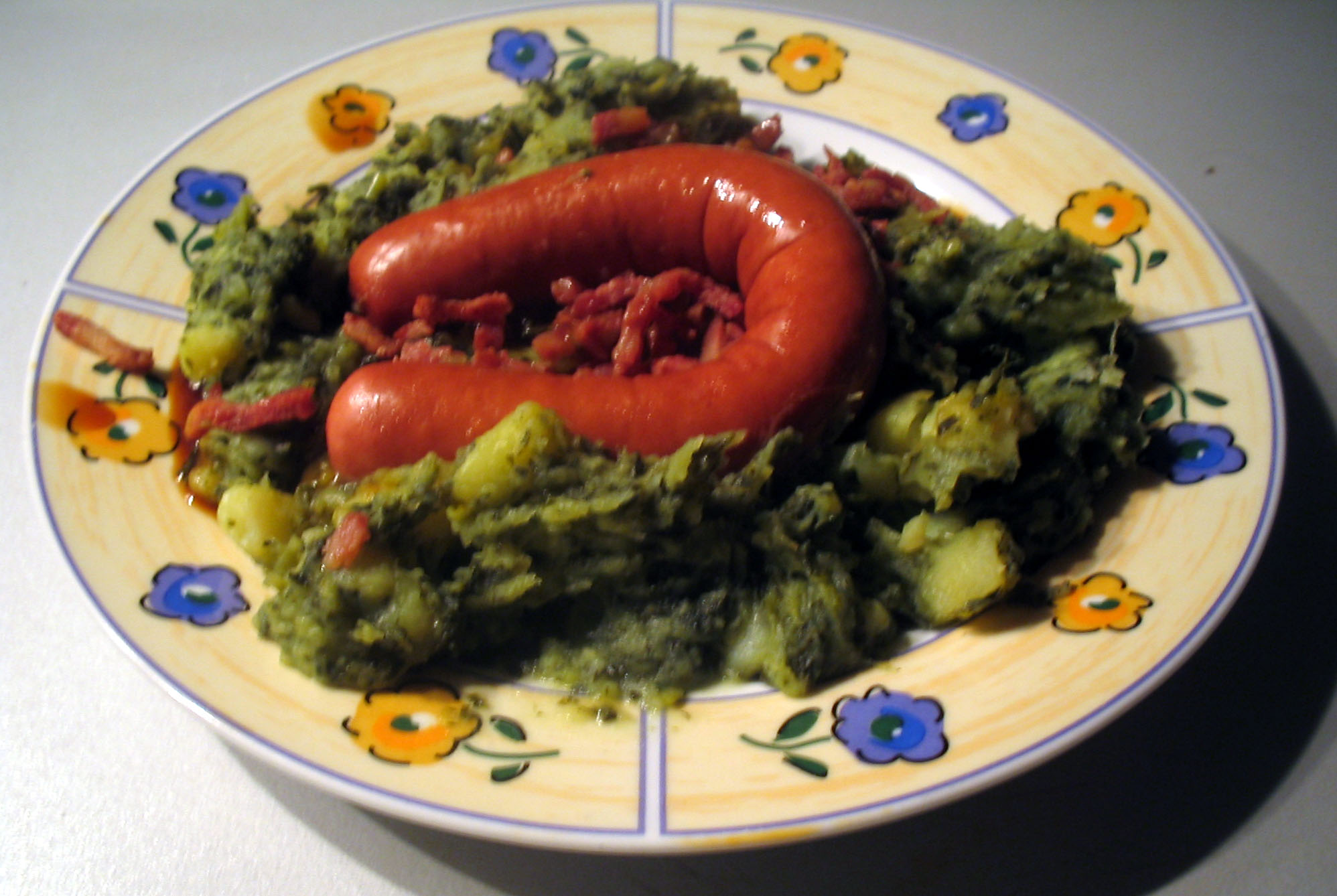
Boerenkoolstamppot a rookworst

Pracující Holanďané často v poledne pouze svačí a hlavní jídlo mají až večer. Ke svačině konzumují nejčastěji různé pečivo. Někdy jako přílohu k polévce nebo k uzenině. V posledních letech je na vzestupu také konzumace nejrůznějších polotovarů.

### Večeře
V Nizozemsku je hlavní jídlo dne přesunuto na večer. Jen ve východní části zemědělského Nizozemska je teplý pokrm podáván tradičně kolem poledne, aby dodal energii potřebnou k práci. S růstem pracujících ve službách a průmyslu se však hlavním jídlem stala brzká večeře. Typické nizozemské hlavní jídlo dne nejčastěji sestává z brambor, zeleniny a masa. Oblíbené jsou i hutné polévky nebo palačinky. Jako dezert se běžně podává jogurt, obilná kaše, nebo pudinku podobné vla. Tradiční hlavní jídlo obsahuje nejčastěji tyto ingredience:
- Brambory, které se uvaří, opečou nebo usmaží a dochutí se pouze solí. V Nizozemsku se počátkem 20. století začaly pěstovat kvalitní odrůdy brambor Bintje, Doré nebo Eigenheimer
- Zelenina, různé druhy zelí, čekanka, špenát, fazole, červená řepa, růžičková kapusta nebo hrách
- Maso, drůbeží, hovězí, vepřové, makrela, úhoř, platýs, ale je konzumováno i koňské a skopové maso.

## Jídla

### Polévky

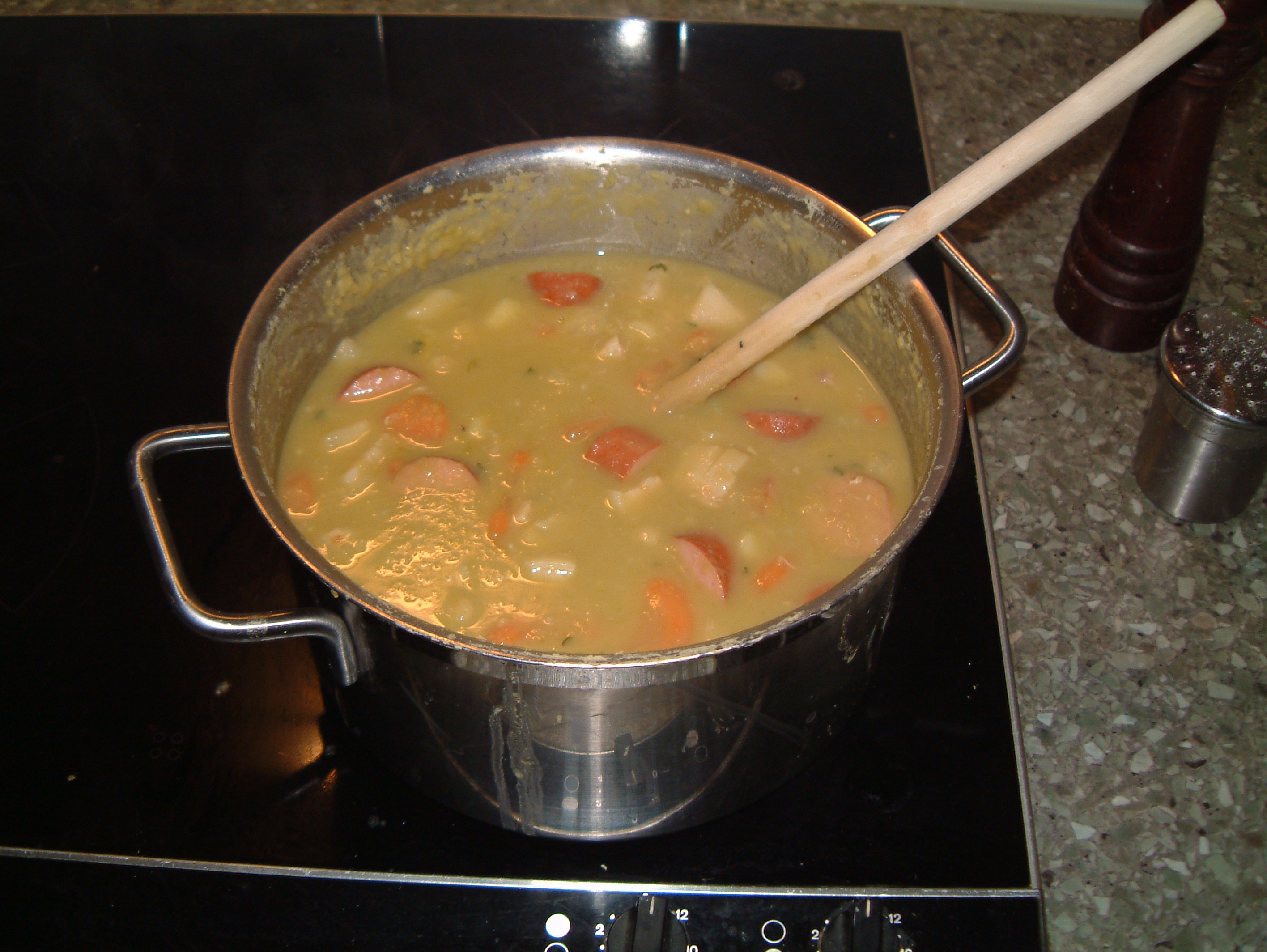
Snert, hustá hrachová polévka

- Snert, hutná hrachová polévka. V závislosti na chuti a místě je v této polévce použito vepřové nebo skopové maso, brambory, celer, cibule, pórek a klobása. Podává se s chlebem.
- Fazolová polévka, podobá polévce hrachové, ale místo hrachu jsou použity hnědé fazole. Zpravidla je méně zahuštěná než hrachovka.
- Humkesoep, jemně zahuštěná polévka s bramborami, zelenými a bílými fazolkami. Pochází z provincie Overijssel.

### Tradiční jídla

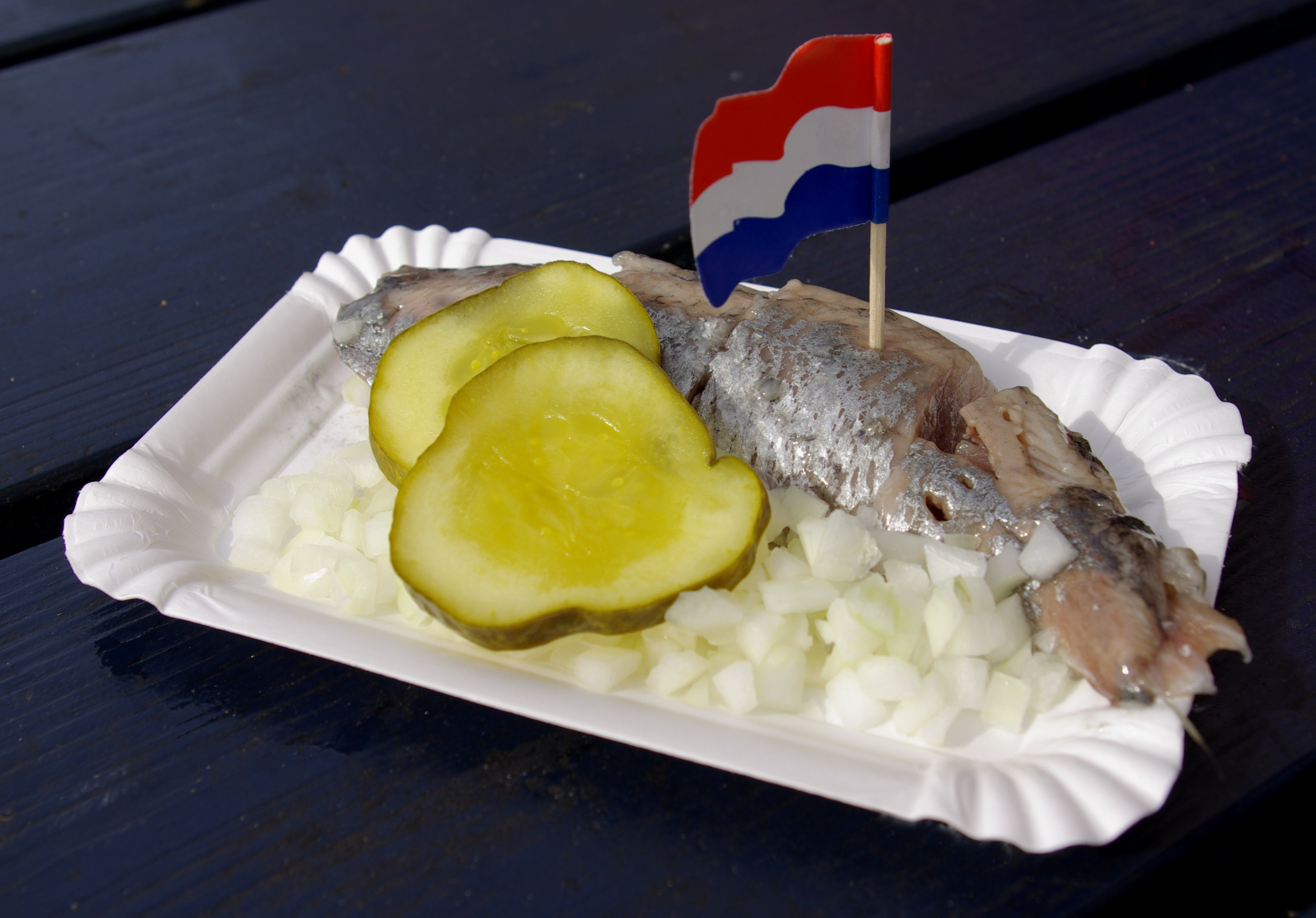
Hollandse Nieuwe, matesy s cibulkou a okurkou

- Hutspot, připravuje se z brambor, mrkve a cibule, které se společně vaří do měkka a poté se našťouchají. Tradičně se podává s vařeným předním hrudním hovězím masem nebo uzenou i neuzenou slaninou. Jí se především v zimě.
- Bitterbal neboli hořká kulička, malé smažené kuličky nebo krokety z hovězího ragú obalovaného ve strouhance, o průměru 3 až 5 centimetrů. Dříve byly podávány k hořkému a silně alkoholickému bylinnému likéru, který je nyní nahrazen pivem plzeňského typu. V posledních letech se kuličky servírují s hořčicí společně s ostatními smaženými jednohubkami.
- Haring, populární syroví sledi nebo kousky ryb smažené v těstíčku.
- Hollandse Nieuwe, matesy s jemně krájenou cibulkou a kořeněnou okurkou.Nizozemské pečivo

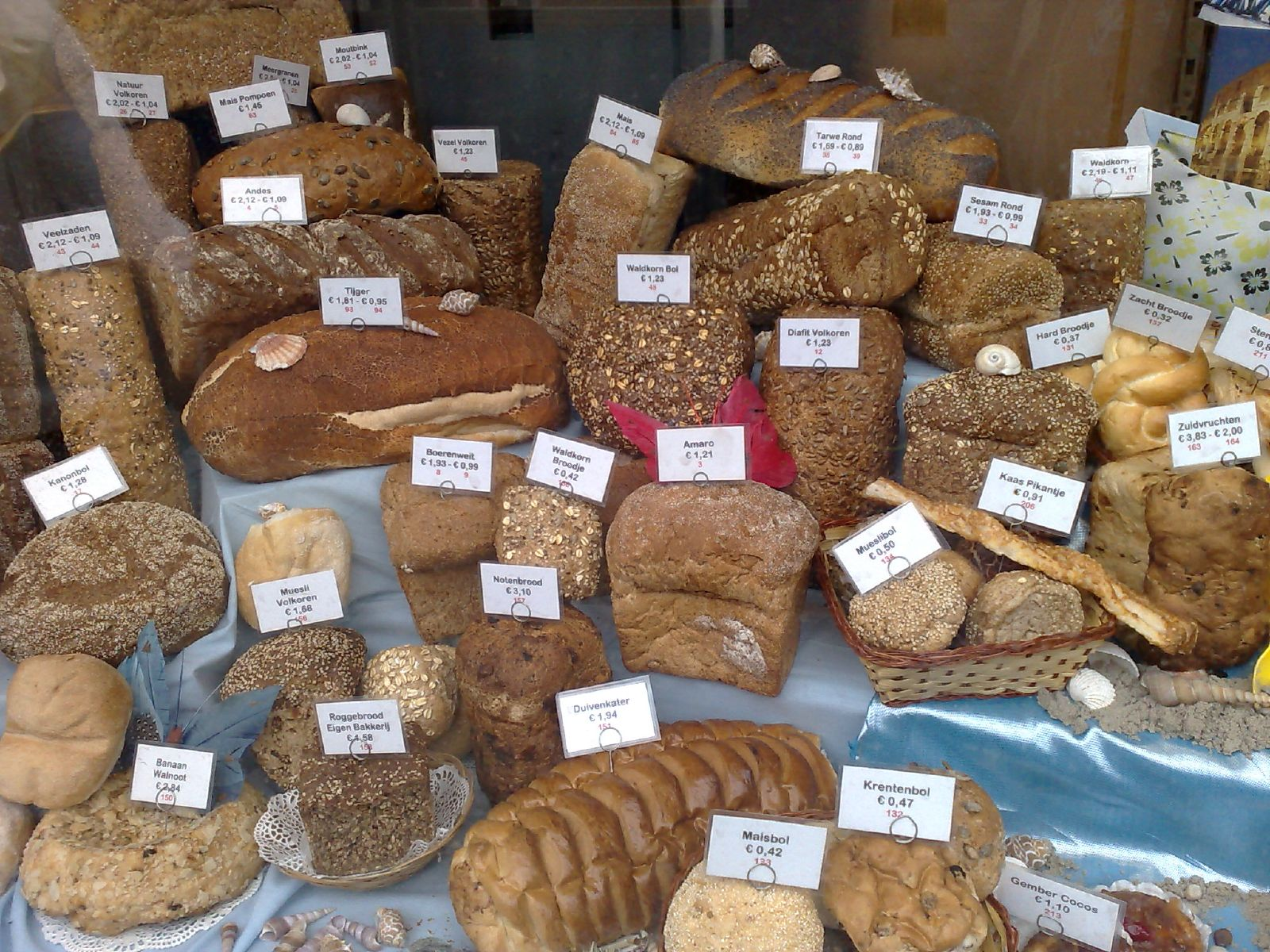
Nizozemské pečivo

- Boterham, namazaný nebo obložený chleba. Tradiční pomazánkou na chleba jsou gestampte muisjes neboli rozmačkané myšky. Je to prášek z rozemletých anýzových semínek s cukrem.
- Roggebrood, tmavý žitný chleb, který má kvůli mléčným bakteriím v těstě nasládlou chuť. Maže se máslem a obkládá plátky bůčku.
- Sýry, nejznámější jsou Edammer, Gouda, Edam, Amsterdammer, ochucené Nagelkaas nebo Kruidenkaas. Zralý sýr má označení „oud“.
- Kapsalon, pokrm pocházející z nizozemské kuchyně, podávaný jako pouliční rychlé občerstvení.

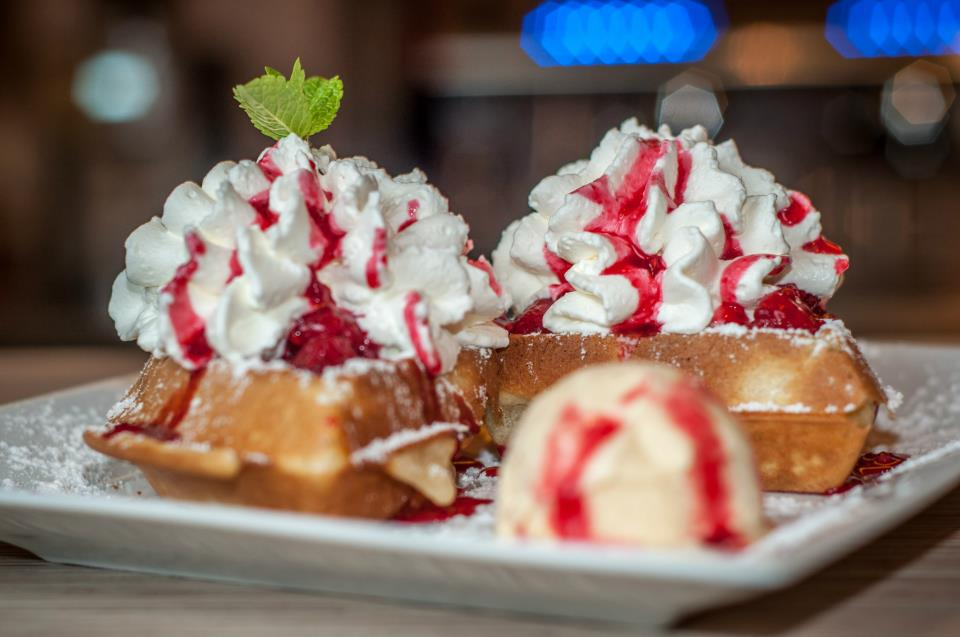
Vafle se šlehačkou

### Sladká jídla
- Stroopwafel nebo vafle, existuje jich mnoho druhů, holandské jsou tvrdé, slepované sirupem. Podávají se nahřívané nad šálkem horkého nápoje nebo i zastudena.
- Poffertjes, malé lívanečky podávané s máslem a cukrem.
- Hagelslag, oblíbené pomazánky s arašídovým máslem a čokoládovou posypkou.
- Appelstroop, hustá jablečná povidla, používají jako pomazánka na chleba nebo jako součást různých receptů.
- Tompoes, sladkost podobná žloutkovým řezům. Spodní vrstva listového těsta je naplněná vanilkovým krémem a zakrytá opět listovým těstem politým růžovou nebo oranžovou polevou.
- Lékořicové bonbóny, velmi oblíbené s nezaměnitelnou chutí lékořice se v Nizozemí sní nejvíc na osobu na světě.
- Speculaas, kořeněné pečivo z křehkého těsta.
- Suchary s myškami (Beschuit met Muisjes), tradiční pohoštění podávané v Nizozemsku při oslavě narození dítěte.

## Nápoje
- Káva, oblíbený nápoj, mnoho Holanďanů nepije kávu pouze k snídani, ale i v době mezi pokrmy. Káva se pije nejčastěji mezi desátou a jedenáctou hodinou.
- Čaj, oblíbený nápoj, často s mlékem, pije se ke snídani a je servírován také kolem čtvrté.
- Pivo, nejoblíbenější nápoj.
- Víno, především jako nápoj k večeři.

## Kuchařky

### Amsterdamská kuchařka
Původně se jednalo o učebnici pro Amsterdamse Huishoudschool vydanou v roce 1910. Na této škole byly dívky připravovány na kariéru služky nebo roli ženy v domácnosti. Učebnice se stala klasickou nizozemskou kuchařskou knihou a byla od svého prvního vydání dotištěna již třicetkrát.

### Haagská kuchařka
Podobně jako Amsterdamská kuchařka byla i tato kniha původně učebnicí pro haagskou školu pro ženy v domácnosti. Obsahuje výživné a laciné recepty. Vyznačuje se také šetrným zacházením s bylinkami. Tato kuchařka se od svého prvního vydání v roce 1934 dočkala již osmdesátého dotisku.